# Макеёнок, Иван Андреевич
Иван Андреевич Макеёнок (бел. Іван Андрэевіч Макіёнак; 15 июля 1914, Городиловичи, ныне Верхнедвинский район, Витебская область — 28 марта 1944, Николаев) — Герой Советского Союза (1945, посмертно).

## Биография
Иван Андреевич Макеёнок родился 15 июля 1914 года в деревне Городиловичи. Белорус. С 1936 года в Красной Армии. С 1941 года на Черноморском флоте. Участник обороны Севастополя, освобождения Мариуполя, Новороссийска, Бердянска. За отличное выполнение боевых заданий при освобождении Мариуполя в сентябре 1943 был награждён медалью «За боевые заслуги».
Старшина 2-й статьи Макеёнок в ночь на 26.03.1944 года в числе десантного отряда под командованием старшего лейтенанта К. Ф. Ольшанского был высажен в тыл врага в порт города Николаев. Два дня до подхода наших войск отряд вёл бой, отбил 18 атак врага. И. А. Макеёнок погиб в этом бою 28.03.1944 года.
Награждён орденом Ленина.
Звание Героя Советского Союза присвоено 20.04.1945 года посмертно.
Похоронен в братской могиле в Николаеве.

## Награды и звания
- Медаль «За боевые заслуги» (1943)
- Герой Советского Союза (1945, посмертно)
- Орден Ленина

## Память
- Имя И. А. Макеёнка носит одна из улиц города Николаева.
- Памятник И. А. Макеёнку в д. Городиловичи Верхнедвинского района Витебской области[1].
- Памятный знак И. А. Макеёнку на Аллее Героев – уроженцев Верхнедвинского района в Верхнедвинске.
- Имя И. А. Макеёнка присвоено гимназии в Верхнедвинске (2023)[2][3]. На здании гимназии установлена памятная доска. Одна из экспозиций в музее гимназии посвящена И. А. Макеёнку.